# ورین جراشن، ایروان
ورین جراشن (به ارمنی: Վերին Ջրաշեն) یک روستا در ارمنستان است که در ایروان واقع شده‌است.